# My Funny Friend and Me
"My Funny Friend and Me" es una canción del músico británico Sting. Fue escrita por Sting y David Hartley para la película animada de Walt Disney Pictures El emperador y sus locuras. Cuando la película se desarrolló en 1994 bajo el título Kingdom of the Sun, Sting fue contratada para escribir las canciones. Lanzado en noviembre de 2000, esta pista llegó al número 24 de la Lista de singles Adult Contemporary de la Billboard estadounidense, y fue nominada al Óscar a la mejor canción original de los Premios Óscar de 2001.

## Posicionamiento en listas
| Chart (2001)                        | Peak position |
| ----------------------------------- | ------------- |
| Suiza (Schweizer Hitparade)         | 91            |
| Estados Unidos (Adult Contemporary) | 24            |

## Personal
- Productor y arreglista: Jimmy Jam y Terry Lewis
- Coproductor: "Big Jim" Wright
- Técnico de sonido: Dave Rideau (asistido por Pablo Munguia) en Westlake Audio
- Coro: Terry Lewis, Big Jim, Tony Tolbert y James Grear
- Guitarra: Dave Barry
- Batería: Alex Richbourg
- Instrumetos adicionales: Jimmy Jam y Terry Lewis